# Libero Gerosa
Libero Gerosa é um padre católico da Diócese de Lugano (Suíça). Desde ano 2000 é reitor da Faculdade de Teologia de Lugano. É doutor em Teologia e livre-docente em Direito Canônico. É ainda secretário geral da AMATECA e membro da Comissão Teológica da Conferência dos Bispos da Suíça.

## Livros em português
- A interpretação da Lei na Igreja - Princípios, paradigmas e perspectivas, Ed. Loyola, São Paulo, Brasil,2005. ISBN 85-15-03149-3

## Livros em outras línguas
- Carisma e diritto nella Chiesa, Milano 1989 (Itália)
- Diritto ecclesiale e pastorale, Torino 1991 (Itália)
- Das Recht der Kirche, Paderborn 1995 (Alemanha)
- Exkommunikation und freier Glaubensgehorsam. Theologische Erwägungen zur Grundlegung und Anwendbarkeit der kanonischen Sanktionen, Paderborn 1995 (Alemanha)
- L’interpretazione della legge nella Chiesa, Lugano 2001
- Teologia del diritto canonico: fondamenti storici e sviluppi sistematici, Lugano 2005
- Prawo Kościoła, Amateca t. 12, Poznań 1999 (Polônia). ISBN 8370143350
- Interpretacja prawa w Kościele. Zasady, wzorce, perspektywy, Kraków 2003 (Polônia). ISBN 8373182535